# Embeddable Common Lisp
Embeddable Common Lisp（ECL）是ANSI Common Lisp编程语言的一个小型实现，它可以独立使用或嵌入C写成的应用之中。它从Common Lisp代码建立本机OS的可执行文件和库，比如在Unix上的可执行与可链接格式（ELF）文件，并运行在支持一个C 编译器的大多数平台上。ECL运行时间系统是让应用使用的动态可装载库。它是在LGPL 2.1+下发行的自由及开放源代码软件。
它包括一个运行时系统，一个字节码编译器和解释器，它允许应用被部署在预期没有C编译器的地方，和一个编译到中间语言的编译器，它为了更高的运行时间效率而编译Common Lisp到C。后者还具有的特征为本机外界函数接口（FFI），它支持内联C作为Common Lisp的一部份。内联C FFI组合上Common Lisp宏、定制的Lisp setf展开和编译器宏，产生了一个定制的编译时间C预处理器。